# Franz Rudorfer
Franz Rudorfer (29. srpna 1897 – 13. listopadu 1919) byl rakousko-uherský letec, válečný pilot a stíhací eso první světové války. V bojích na italské frontě dosáhl 11 potvrzených a 2 nepotvrzených sestřelů, také se zapojil do polsko-ukrajinských bojů v Haliči.

## Život
Narodil se ve Vídni 29. srpna 1897 jako syn Franze Rudorfera a Rosálie Riha, která měla české kořeny.

## První světová válka
Do armády Franz vstoupil hned po dokončení reálné školy, v březnu 1915. Byl přidělen k 59. pěšímu pluku. Následně absolvoval výcvik jako jednoroční dobrovolník, po jeho ukončení sloužil jako velitel čety a v listopadu 1916 byl povýšen do hodnosti poručíka. Na počátku února 1917 byl raněn, po vyléčení, v květnu 1917 požádal o přeložení k letectvu. Jeho prvním působištěm po pozorovatelském výcviku v letecké škole Fliegeroffiziersschule ve Vídeňském Novém městě byla Fliegerkompanie (Flik) 19J na italské frontě. Zde si připsal své první vzdušné vítězství, když se 15. listopadu 1917 podílel na sestřelu italského pozorovacího balónu. V této době se také začal učit samostatně létat a stal se pilotem, aniž by prošel formálním výcvikem. Osvědčení pilota obdržel až po válce, v prosinci 1918.
Největších úspěchů dosáhl po převelení k Flik 51J, vyzbrojené v licenci vyráběnými letouny Albatros D.III, kdy mezi dubnem 1918 a říjnem 1918 dosáhl 12 sestřelů na různých místech severoitalské fronty během druhé a třetí fáze bitvy na Piavě. Na podzim 1918 se stal velitelem této jednotky a v listopadu 1918, jen několik dní před uzavřením příměří ve Villa Gusti byl povýšen do hodnosti nadporučík. Za své úspěchy v bojích získal Vojenský záslužný kříž a Řád železné koruny.

## Poválečné osudy
V prosinci 1918 jako dobrovolník vstoupil do řad Ukrajinské haličské armády, vojenské síly Západoukrajinské lidové republiky, kde v 1. letecké setnině pokračoval v kariéře stíhacího pilota a účastnil se bojů polsko-ukrajinské války. V bojích se střetl i s bývalými piloty rakouského letectva, kteří se války účastnili na polské straně. Po úspěšné polské ofenzivě, která v květnu 1919 dobyla Lvov, a rychlém postupu polské armády dále na východ, společně s dalším pilotem Ivanem Žarským dezertovali i se svými letouny a 25. května 1919 přistáli na letišti v Košicích, kde byli zatčeni československými orgány. Po propuštění se vrátil do Vídně.
Zemřel 13. listopadu 1919 za nejasných okolností při havárii letadla poblíž italského Turína.